# Барракута Понд
Барракута Понд (англ. Barracouta Pond) — природне, тропічне та безтічне озеро в окрузі Коросаль, що в Белізі. Довжина до 2 км, а ширина до 1 км, і розкинуло свої плеса на висоті до 5 метрів. Знаходиться майже на узбережжі Карибського моря, зокрема його затоки-бухти Четумаль.
Довкола озера лісові зарослі тропічного лісу. Найближче поселення Чунокс — в 10 кілометрах на схід.